# مارغريت بارتولوميو
مارغريت بارتولوميو (بالإنجليزية: Margaret Bartholomew)‏ هي طيارة أمريكية، ولدت في 8 أكتوبر 1903، وتوفيت في 18 أكتوبر 1943.